# Pseudopanurgus subrugosus
Pseudopanurgus subrugosus är en biart som beskrevs av Timberlake 1973. Pseudopanurgus subrugosus ingår i släktet Pseudopanurgus och familjen grävbin. Inga underarter finns listade i Catalogue of Life.